# Le Dôme
Le Dôme (česky Dóm) je restaurace-kavárna v Paříži ve čtvrti Montparnasse. Nachází se na rohu ulic Boulevard Montparnasse a Rue Delambre. Interiér restaurace je v secesním stylu a servírují se zde ryby. O podniku se zmiňují ve svých dílech Henry Miller v knize Obratník raka a Ernest Hemingway v knize Pohyblivý svátek.

## Historie
Restaurace byla otevřena v roce 1898 a stala se oblíbeným místem setkání pařížské bohémy na začátku 20. století a dále v meziválečném období. K pravidelným hostům patřili malíři, sochaři, spisovatelé a básníci, kteří žili ve čtvrti Montparnasse. Podnik také navštěvovali v Paříži žijící Američané, Angličané a Rusové.

## Slavní návštěvníci
Podnik pravidelně navštěvovaly mnohé významné osobnosti z oblasti kultury, např.
- Robert Capa (1913–1954) – maďarský reportér
- Henri Cartier-Bresson (1908–2004) – francouzský fotograf
- Aleister Crowley (1875–1947) – anglický spisovatel
- Chalíl Džibrán (1883–1931) – libanonský spisovatel
- Max Ernst (1891–1976) – německý malíř
- Paul Gauguin (1848–1903) – francouzský malíř
- Ernest Hemingway (1899–1961) – americký spisovatel
- Vasilij Kandinskij (1866–1944) – ruský malíř
- Eva Kotchever (1891-1943) – polská feministka
- Vladimir Iljič Lenin (1870–1924) – ruský revolucionář
- Sinclair Lewis (1885–1951) – americký spisovatel
- Henry Miller (1891–1980) – americký spisovatel
- Amedeo Modigliani (1884–1920) – italský malíř
- Pablo Picasso (1881–1973) – španělský malíř
- Ezra Pound (1885–1972) – americký spisovatel
- Man Ray (1890–1976) – americký fotograf
- Chaïm Soutine (1893–1943) – běloruský malíř